# Eurydike (Gattin Kreons)
Eurydike (altgriechisch Εὐρυδίκη Eurydíkē) ist eine Frauengestalt der griechischen Mythologie.
Laut der Tragödie Antigone des griechischen Dichters Sophokles war sie die Gattin Kreons, des Regenten von Theben. Nachdem sie erfahren hatte, dass ihr Sohn Haimon sich wegen des Selbstmordes seiner Verlobten Antigone ebenfalls getötet hatte, verfluchte sie ihren Gatten Kreon wegen des Unheils, das er über seine Familie gebracht hatte, und erstach sich. Sie hatte noch einen weiteren Sohn namens Megareus, der bei Eurydikes Entschluss zum Suizid bereits tot war, da er sich opferte und von der Stadtmauer Thebens stürzte.
Eurydike wird auch von einer Inschrift auf einer bruchstückhaft erhaltenen Amphore erwähnt, auf der die Antigonesage abgebildet ist. In anderen Sagenversionen ist der Name von Kreons Gattin nicht Eurydike, sondern Henioche.